# Mike Pence
Mike Pence, właśc. Michael Richard Pence (ur. 7 czerwca 1959 w Columbus w stanie Indiana) – amerykański prawnik i polityk związany z Partią Republikańską, wiceprezydent Stanów Zjednoczonych w latach 2017–2021.
W latach 2001–2013 kongresmen, w latach 2013–2017 gubernator stanu Indiana. W 2025 odebrał nagrodę Profile in Courage im. Johna F. Kennedy’ego za to, że pomimo grożącego mu niebezpieczeństwa w czasie zamieszek 6 stycznia 2021 na Kapitolu, odmówił poparcia nieprawdziwych twierdzeń Donalda Trumpa o sfałszowanych wyborach i sprzeciwił się próbie unieważnienia ich wyniku, ryzykując życiem i karierą.

## Życiorys

### Wczesne życie i kariera zawodowa
Urodził się 7 czerwca 1959 w Columbus w stanie Indiana, w rodzinie irlandzkich katolików jako jedno z sześciorga dzieci Nancy Jane Cawley i Edwarda Pence’a, właściciela sieci stacji paliw. Został nazwany na cześć dziadka, Richarda Michaela Cawleya, który wyemigrował ze Sligo w Irlandii poprzez Ellis Island do Stanów Zjednoczonych, gdzie został kierowcą autobusu w Chicago. Jego babka od strony matki pochodziła z Doonbeg w hrabstwie Clare.
Ukończył Columbus North High School w 1977. Zdobył również tytuł bakalaureata z historii na Hanover College w 1981, a także stopień Juris Doctor z zakresu prawa na Indiana University Robert H. McKinney School of Law w Indianapolis w 1986. Po ukończeniu Hanover College był doradcą do spraw przyjęć na tej uczelni w latach 1981–1983.
W dzieciństwie i wczesnej młodości był rzymskim katolikiem i Demokratą. W 1976 został członkiem Partii Demokratycznej w hrabstwie Bartholomew i poparł Jimmy’ego Cartera w wyborach prezydenckich w 1980. Jak podkreślał, zaangażował się w politykę dzięki takim ludziom jak John F. Kennedy i Martin Luther King. Podczas pobytu w college’u Pence konwertował na ewangelikalizm. Jego poglądy polityczne przesunęły się w prawo dzięki, jak sam to nazywał, „zdroworozsądkowemu konserwatyzmowi Ronalda Reagana”, z którym zaczął się utożsamiać.
Po ukończeniu prawa w 1986 zaczął pracę na prywatnej praktyce. W 1991 został prezesem popularyzującego wolny rynek think tanku Indiana Policy Review Foundation i członkiem organizacji State Policy Network.
Opuścił Indiana Policy Review Foundation w 1993, z kolei rok później został gospodarzem programu The Mike Pence Show, emitowanego w radiu WRCR-FM z siedzibą w Rushville w Indianie. Opisywał wtedy siebie jako „Rush Limbaugh na kawie bezkofeinowej”, co było spowodowane tym, że co prawda miał konserwatywne poglądy, ale nie wyrażał ich w tak pompatyczny sposób jak Limbaugh. Program Pence’a został potem wykupiony przez konsorcjum medialne Network Indiana, które doprowadziło do jego emitowania w 18 stacjach w całym stanie. W latach 1995–1999, Pence był również gospodarzem weekendowych programów politycznych typu talk-show w Indianapolis.

### Działalność polityczna

#### Kongresmen
W 1988 i 1990 Mike Pence bezskutecznie startował w wyborach do Kongresu. Podczas kampanii wyborczej w 1990 wyszła na jaw sprawa darowizn wpłacanych na konto jego sztabu wyborczego, które Pence wykorzystywał do spłaty kredytu hipotecznego swojego domu, na zakup artykułów spożywczych, na opłaty turnieju golfowego, a także na płatności samochodowe swojej żony.
W 2000 został wybrany z drugiego okręgu wyborczego w Indianie do Izby Reprezentantów z listy Partii Republikańskiej. W 2002 wybrano go z szóstego okręgu wyborczego w Indianie, z kolei w latach 2004, 2006, 2008 i 2010 uzyskiwał z niego reelekcję. Jako, jak sam o sobie mówił, „chrześcijanin, konserwatysta i Republikanin” (w tej kolejności) nie podporządkowywał się linii światopoglądowej swej partii. Sprzeciwiał się projektowi prezydenta George’a W. Busha No Child Left Behind Act w 2001 i ekspansji leków na receptę w ramach programu Medicare w następnym roku. W 2003 poparł wojnę w Iraku, z kolei w późniejszych latach opowiadał się za ścisłym egzekwowaniem prawa wobec nielegalnych imigrantów w Stanach Zjednoczonych, a także za przeznaczeniem funduszy federalnych na pseudonaukową terapię konwersyjną. Był zwolennikiem ruchu Tea Party, a także prowadzenia przez Stany Zjednoczone przyjaznej polityki wobec Izraela. Określano go przy tym mianem „dobrego przyjaciela Izraela”.
W 2005 został mianowany szefem Komitetu Badawczego Partii Republikańskiej, którym pozostawał do 2007. Pence domagał się wówczas cięć budżetu federalnego przed wspieraniem finansowania pomocy ofiarom huraganu Katrina i był jednym z przeciwników wartego 700 miliardów dolarów planu finansowo-ratunkowego, mającego przeciwdziałać skutkom kryzysu finansowego w 2008. W 2009 został członkiem działającej w Kongresie proizraelskiej grupy AIPAC, a także jednogłośnie został wybrany na Przewodniczącego Konferencji Partii Republikańskiej. W 2011 Pence działał na rzecz wspierania planu zakończenia przez rząd walki z pozbawieniem funduszy organizacji Planned Parenthood. W trakcie 12 lat pracy w Izbie Reprezentantów Mike Pence wprowadził 90 projektów ustaw i uchwał, jednakże żaden z nich nie stał się częścią prawa.

#### Gubernator stanu Indiana

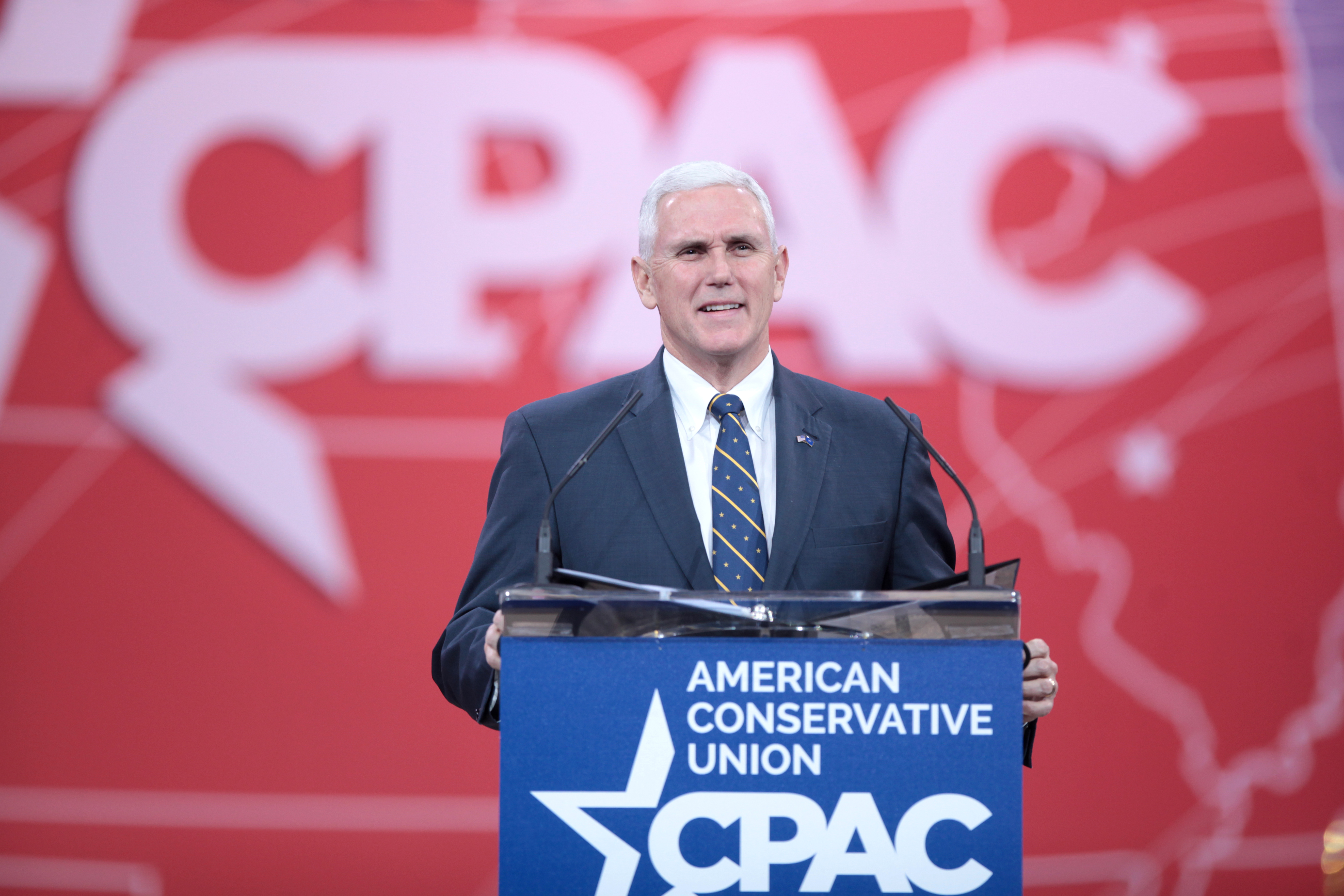
Mike Pence podczas przemówienia na konferencji CPAC w 2015

W maju 2011 Mike Pence ogłosił, że będzie się starał o nominację Partii Republikańskiej w wyborach na urząd gubernatora stanu Indiana w następnym roku. Pomimo dużej rozpoznawalności, a także programu wyborczego, skupiającego się na obniżce podatków i zwiększaniu liczby miejsc pracy Pence stoczył zażartą walkę wyborczą z Demokratą Johnem R. Greggiem, ostatecznie odnosząc zwycięstwo uzyskując blisko 50% głosów. Mike Pence został zaprzysiężony jako 50. gubernator stanu Indiana 14 stycznia 2013. Niedługo po tym wydarzeniu Pence zaplombował i umieścił swoje dokumenty kongresowe na Indiana University w Bloomington. Zgodnie z umową dawcy, opinia publiczna nie może zobaczyć tych dokumentów do 5 grudnia 2022 lub do śmierci dawcy, jeśliby nastąpiła wcześniej.
Priorytetem Mike’a Pence’a na pierwszy rok sprawowania urzędu gubernatora była obniżka o 10% podatku dochodowego. Ostatecznie w 2013 ustawodawcy przyjęli pakiet legislacyjny, zawierający obniżkę o 5% podatku dochodowego, a także zlikwidowanie podatku od spadku. Speaker of the House Brian Bosma powiedział, że pakiet ten był „największym cięciem podatków w historii stanu Indiana, wynoszącym około 1,1 miliarda dolarów”. Dzięki reformom podatkowym Pence’a do 2016 stan Indiana miał 2 miliardy dolarów nadwyżki budżetowej i oznaczenie AAA w ratingu kredytowym, ale krytycy zwracali uwagę na fakt, że płace w Indianie są przez to poniżej średniej krajowej. W 2014 Mike Pence poparł projekt Indiana Gateway wart 71,4 miliona dolarów, skupiający się na poprawie kolejowego transportu pasażerskiego i towarowego, finansowany z rządowego programu American Recovery and Reinvestment Act of 2009. Jako kongresmen Pence głosował przeciwko temu projektowi. W tym samym roku Pence ogłosił rozpoczęcie pilotażowego programu prorodzinnego Pre-kindergarten, któremu dwa lata później przyznał wsparcie finansowe z funduszy federalnych.
26 marca 2015 Mike Pence podpisał ustawę Religious Freedom Restoration Act, pozwalającą osobom fizycznym i korporacjom na przytoczenie przekonań religijnych jako obrony, w razie pozwania przez podmiot prywatny. Podpisanie ustawy wywołało szeroką krytykę i protesty ludzi uważających, że jej założenia mogą prowadzić do dyskryminacji społeczności LGBT. Wśród krytyków Pence’a znaleźli się także umiarkowani członkowie jego partii. W wyniku protestów Mike Pence 2 kwietnia 2015 podpisał ustawę zmieniającą przepisy tak, aby zapobiec potencjalnej dyskryminacji. Na początku 2016 Mike Pence wydał rozporządzenie o pozbawieniu funduszy federalnych lokalnego stowarzyszenia Exodus, prowadzącego akcję osiedlania na terenie stanu Indiana uchodźców z Syrii, przez co został pozwany do sądu federalnego przez organizację ACLU. 29 lutego sąd federalny orzekł, że decyzja Pence’a jest „niekonstytucyjna i wyraźnie dyskryminująca syryjskich uchodźców na podstawie ich pochodzenia narodowego”. W marcu 2016 Mike Pence podpisał budzącą kontrowersje ustawę zakazującą aborcji w przypadku uszkodzenia płodu, a także wymagającą pochówku lub kremacji płodów pochodzących z poronienia. W czerwcu 2016 sąd federalny, dzień po orzeczeniu Sądu Najwyższego o ochronie zdrowia kobiet zablokował ustawę jako prawdopodobnie sprzeczną z konstytucją.
Mike Pence planował wystartowanie w wyborach na gubernatora stanu Indiana w 2016, lecz 15 lipca tego roku oficjalnie wycofał się z tego zamiaru, co było spowodowane wybraniem go przez Donalda Trumpa jako kandydata na wiceprezydenta w wyborach w tym roku.

#### Wiceprezydent Stanów Zjednoczonych

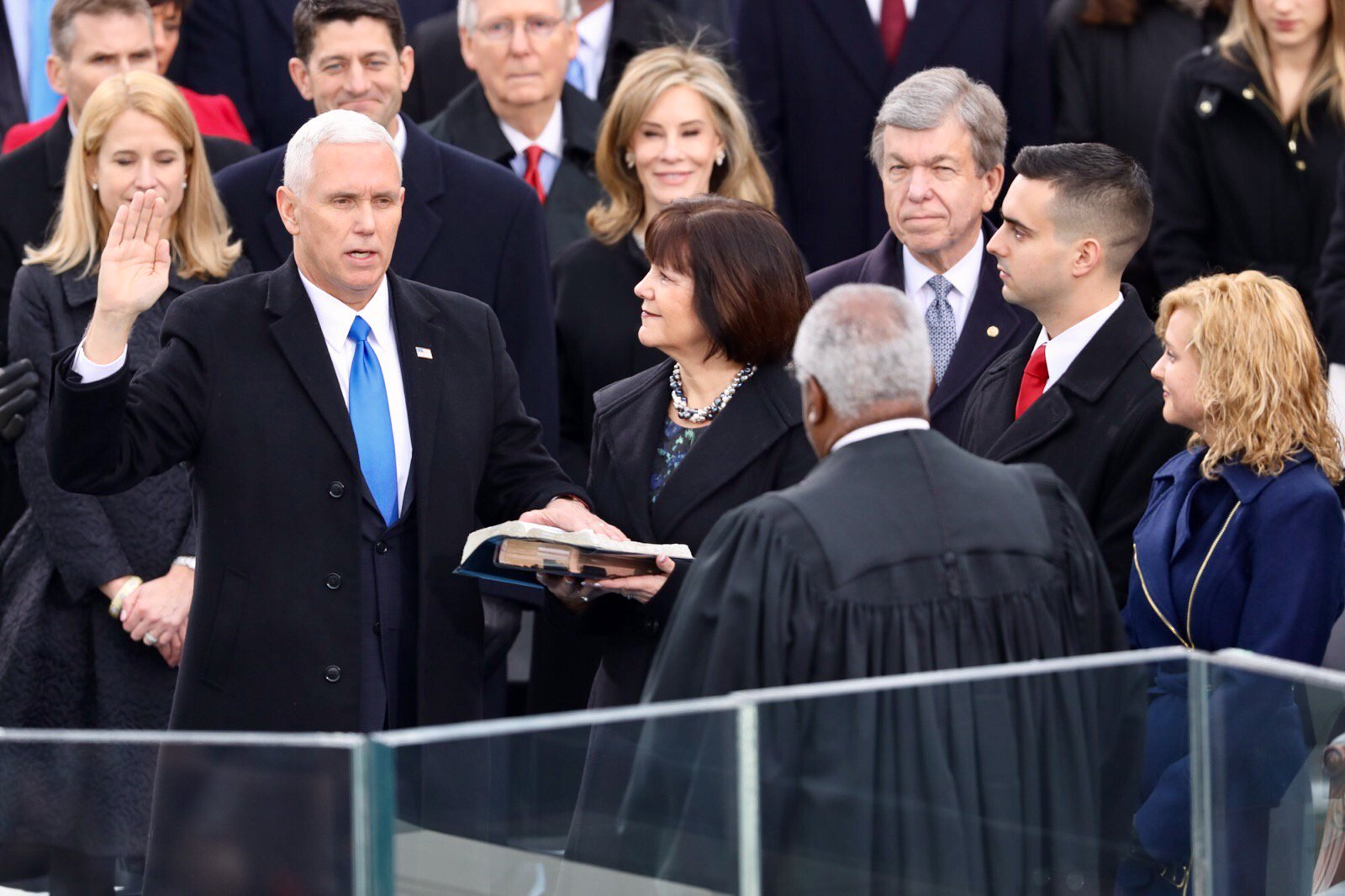
Mike Pence składający przysięgę, 20 stycznia 2017

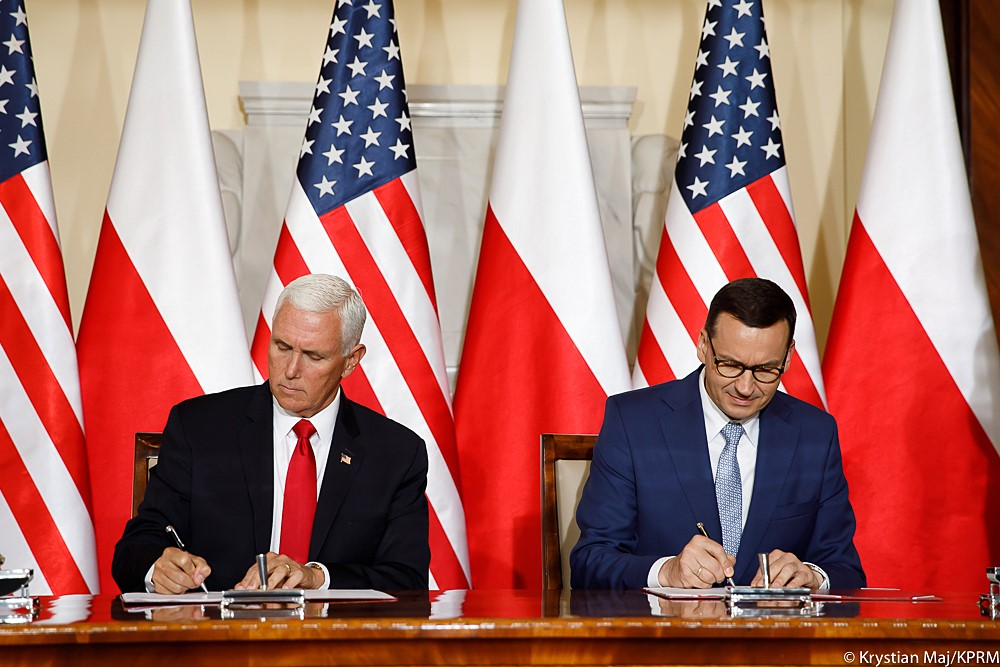
Wiceprezydent Mike Pence podczas spotkania z premierem Polski Mateuszem Morawieckim w Warszawie, 2 września 2019

15 lipca 2016 Donald Trump ubiegający się o prezydenturę w wyborach w 2016 ogłosił, że Mike Pence będzie kandydatem Partii Republikańskiej na wiceprezydenta Stanów Zjednoczonych. Cztery dni później, na konwencji Partii Republikańskiej w Cleveland, Pence, który podczas prawyborów tej partii popierał Teda Cruza otrzymał oficjalną nominację Republikanów na stanowisko wiceprezydenta. Początkowo Trump planował uczynić kandydatem na wiceprezydenta Sarah Palin, ale kandydatury tej nie zaakceptowała Partia Republikańska. Wówczas zdecydował się na Pence’a, którego wcześniej polecali mu członkowie rodziny.
4 października 2016 Mike Pence zmierzył się z kandydatem Partii Demokratycznej na stanowisko wiceprezydenta Timem Kaine’em w debacie, zorganizowanej na Longwood University w Farmville w stanie Wirginia i moderowanej przez dziennikarkę Elaine Quijano z telewizji CBS News.
20 stycznia 2017 w południe w Waszyngtonie jako pierwszy – po zwycięstwie Republikanów w głosowaniu powszechnym z 8 listopada 2016 i głosowaniu elektorskim z 19 grudnia 2016 – został zaprzysiężony przez sędziego Sądu Najwyższego Clarence’a Thomasa, obejmując urząd 48. wiceprezydenta Stanów Zjednoczonych. Tuż po nim przysięgę złożył Donald Trump, obejmując urząd 45. prezydenta Stanów Zjednoczonych. Już 18 dni po zaprzysiężeniu Mike Pence skorzystał z uprawnienia do wzięcia udziału w głosowaniu w Senacie celem przełamania remisu w głosowaniu nad zatwierdzeniem Betsy DeVos na stanowisko sekretarza edukacji. Było to drugie najszybsze skorzystanie z tego uprawnienia przez wiceprezydenta w historii Stanów Zjednoczonych (Chester Arthur skorzystał z niego już 14 dni po zaprzysiężeniu) i pierwsze, w którym przedmiotem głosowania było nominowanie członka rządu. 1 września 2019 reprezentował Stany Zjednoczone Ameryki podczas obchodów 80. rocznicy wybuchu II wojny światowej w Warszawie, gdzie wygłosił publiczne przemówienie.

#### Rola Pence’a w zatwierdzeniu zwycięzcy wyborów prezydenckich w 2020 roku
Mike Pence jako wiceprezydent przewodniczył wspólnym obradom obu izb Kongresu dotyczących zatwierdzenia Joego Bidena jako zwycięzcy wyborów prezydenckich w 2020 roku. Donald Trump zarówno w dniach poprzedzających obrady, jak i podczas przemówienia przed Białym Domem domagał się od Pence’a odrzucenia głosów elektorów ze spornych stanów, w których zwyciężył Joe Biden. Trump zadzwonił do Pence’a jeszcze raz 6 stycznia 2021, tuż przed jego wyjazdem na Kapitol, namawiając go po raz ostatni i mówiąc mu: ang. You can either go down in history as a patriot, or you can go down in history as a pussy (pol. Możesz zapisać się w historii jako patriota lub jako mięczak).
Po przemówieniu Trumpa tłum zaczął maszerować w stronę Kapitolu i około 13:10 rozpoczął jego szturm, ścierając się ze zgromadzoną przy metalowych barierkach policją Kapitolu, która w celu opanowania sytuacji użyła gazu łzawiącego i gazu pieprzowego.
Tłum przedarł się przez policyjne barykady na Capitol Plaza i wszedł do budynku głównym wejściem, kierując się w stronę sal posiedzeń Izby Reprezentantów i Senatu. Na zewnątrz budynku szturmujący wznieśli szubienicę i skandowali Hang Mike Pence! (pol. Powiesić Mike’a Pence’a!). Dopiero wieczorem obie izby Kongresu wznowiły przerwane wcześniej obrady, po czym nad ranem zatwierdziły zwycięstwo Joego Bidena w wyborach prezydenckich z 2020 roku.
Dwa tygodnie później, 20 stycznia 2021, Pence, w przeciwieństwie do Trumpa, wziął udział w inauguracji Joego Bidena na prezydenta Stanów Zjednoczonych. Następnie opuścił Kapitol ze swoją następczynią na stanowisku wiceprezydenta, Kamalą Harris.
4 maja 2025 Mike Pence odebrał nagrodę Profile in Courage im. Johna F. Kennedy'ego za to, że 6 stycznia 2021 roku, kiedy na Kapitolu wybuchły zamieszki, odmówił poparcia nieprawdziwych twierdzeń Donalda Trumpa o sfałszowanych wyborach i sprzeciwił się próbie unieważnienia ich wyniku, ryzykując swoim życiem i karierą

## Życie prywatne
Od 1985 żonaty z Karen Pence. Mają troje dzieci: syna Michaela – podporucznika w United States Marine Corps oraz córki: Charlotte i Audrey.
W 2016 roku został zdiagnozowany z bezobjawowym blokiem lewej odnogi pęczka Hisa. W kwietniu 2021 roku przeszedł operację wszczepienia rozrusznika serca.
Określa się jako ewangelikalny katolik.